# Ivan Kral
Ivan Kral (ur. 12 maja 1948 w Pradze, zm. 2 lutego 2020 w Ann Arbor) – czeski gitarzysta, wokalista, kompozytor, producent i reżyser znany ze współpracy z zespołami Blondie, Patti Smith Group oraz z Iggym Popem.

## Życiorys
Kral urodził się i dorastał w Czechosłowacji. Jego pierwotnym planem było zostać twórcą filmowym, jednak kiedy zainteresował się muzyką rockową utworzył swój pierwszy zespół Saze (druga połowa lat 60.). Zanim grupa rozpoczęła działalność, Kral musiał opuścić swój kraj po tym jak jego ojciec, publicznie poddał krytyce interwencję wojsk Układu Warszawskiego w Czechosłowacji (sierpień 1968). Na emigrację wybrał Nowy Jork, gdzie wkrótce wkręcił się w ówczesny światek muzyczny. Swoją amerykańską karierę muzyczną rozpoczął od grania w zespole Blondie (w jego wczesnej fazie działalności). Między 1975, a 1980 występował i nagrywał z zespołem Patti Smith. W 1976 wspólnie z Amosem Poe był twórcą dokumentalnego filmu "The Blank Generation" (portretującego wczesną sceną punkrockową w Nowym Jorku). Kiedy Smith postanowiła w 1980 przerwać swoją karierę, dołączył wówczas do zespołu Iggy'ego Popa z którym nagrał dwie płyty. W 1982 zagrał na albumie Ignition Johna Waite'a, a później nawiązał współpracę z popową grupą Eastern Bloc przy ich debiutanckiej płycie Eastern Bloc (1987). Na początku lat 90. nagrał sygnowaną własnym nazwiskiem płytę pt. Native.
Gdy w połowie lat 90. Patti Smith zdecydowała się powrócić na scenę, Kral nie nawiązał już z nią współpracy. W 1995 ukazał się jego kolejny album solowy Nostalgia. W 2001 zagrał na debiutanckim albumie Triny Vocal Trio grupy Gypsy Streams.

## Dyskografia

### Albumy solowe
- Native (1992)
- Nostalgia (1995)
- Always (2014)

### Albumy innych wykonawców
Patti Smith Group
- Horses (1975)
- Radio Ethiopia (1976)
- Easter (1978)
- Wave (1979)

Iggy Pop
- Soldier (1980)
- Party (1981)

John Waite
- Ignition (1982)

Eastern Bloc
- Eastern Bloc (1987)

Gypsy Streams
- Triny Vocal Trio (2001)